# Triplomystus
Triplomystus è un genere di pesci ossei estinto, appartenente agli ellimmittiformi. Visse nel Cretaceo superiore (Cenomaniano, circa 95 milioni di anni fa) e i suoi resti fossili sono stati ritrovati in Medio Oriente. 

## Descrizione
Questo pesce possedeva un corpo piuttosto robusto e dotato di un ventre profondo. La testa era corta e larga, con un muso arrotondato. Come tutti gli ellimmittiformi, anche Triplomystus possedeva carene "dentate" formate da scaglie allungate e robuste, lungo il dorso e il ventre; tuttavia, al contrario di generi come Diplomystus ed Ellimmichthys, dotati di squame acuminate nel ventre e nella zona antistante la pinna dorsale, Triplomystus era dotato di una serie di aguzzi scudi anche nella parte posteriore del dorso, dietro la pinna dorsale. Quest'ultima era molto simile per forma e dimensioni a quella dell'affine Ellimmichthys; la pinna caudale era fortemente biforcuta. 

## Classificazione
Triplomystus venne descritto per la prima volta nel 2003, sulla base di resti fossili ritrovati nella zona di Namoura in Libano e risalenti al Cenomaniano. Oltre alle due specie libanesi T. oligoscutatus e T. noorae, distinte per dettagli delle scaglie e della forma del corpo (T. noorae era dotato di un profilo più elevato), è stata descritta una terza specie proveniente da terreni più antichi (Albiano) del Messico: T. applegatei. Quest'ultima, oltre a essere più antica delle altre due, si distingueva per la forma particolare e la complessa articolazione degli scudi dietro la pinna dorsale, ed è stata riclassificata nel genere Scutatoclupea (Bannikov, 2015).
Triplomystus fa parte degli ellimmittiformi, un gruppo di pesci teleostei che si svilupparono nel corso del Cretaceo per poi estinguersi nell'Eocene, caratterizzati da corpi solitamente alti e dotati di curiose scaglie appuntite lungo il margine del ventre e del dorso. In particolare, Triplomystus era un ellimmittiforme derivato e un membro dei Paraclupeidae, comprendenti anche Ellimma, Paraclupea e il già citato Ellimmichthys.